# Euphorbia wimmeriana
Euphorbia wimmeriana är en törelväxtart som beskrevs av János Johannes Wagner. Euphorbia wimmeriana ingår i släktet törlar, och familjen törelväxter. Inga underarter finns listade i Catalogue of Life.